# Mabinay
Mabinay è una municipalità di terza classe delle Filippine, situata nella Provincia di Negros Oriental, nella regione di Visayas Centrale.
Mabinay è formata da 32 baranggay:
- Abis
- Arebasore
- Bagtic
- Banban
- Barras
- Bato
- Bugnay
- Bulibulihan
- Bulwang
- Campanun-an
- Canggohob
- Cansal-ing
- Dagbasan
- Dahile
- Hagtu
- Himocdongon

- Inapoy
- Lamdas
- Lumbangan
- Luyang
- Manlingay
- Mayaposi
- Napasu-an
- New Namangka
- Old Namangka
- Pandanon
- Paniabonan
- Pantao
- Poblacion
- Samac
- Tadlong
- Tara